# 宣伝中隊

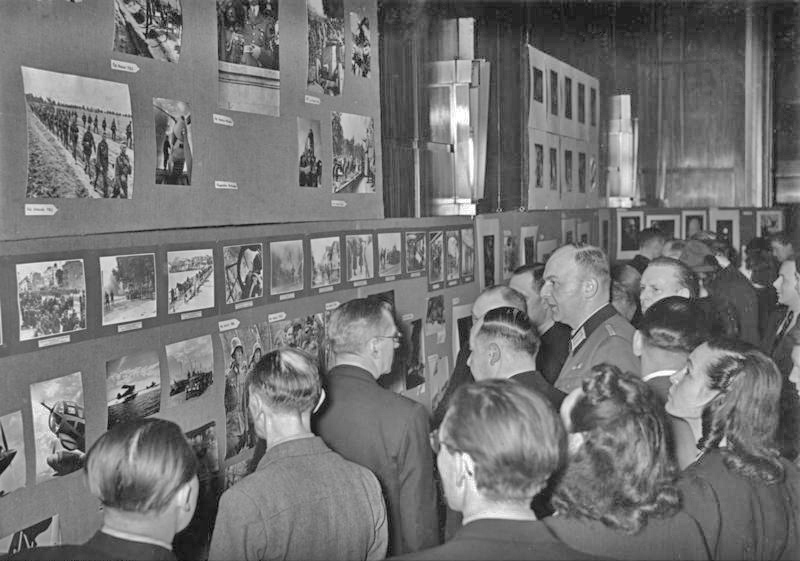
ドイツ新聞雑誌帝国連盟報道カメラマン帝国委員会主催の宣伝中隊写真展(1940年3月)

宣伝中隊(Propagandakompanie, PK)または宣伝部隊(Propagandatruppe)とは、ナチス・ドイツ時代のドイツ国防軍及び武装親衛隊に設置されていた部隊。ドイツの軍民及び敵対国に対するプロパガンダを任務とした。

## 宣伝中隊の歴史

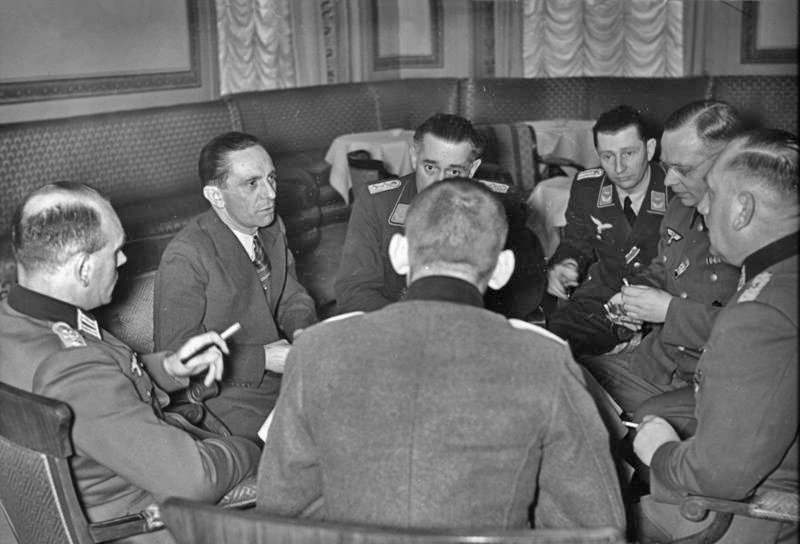
1941年1月28日、宣伝相ゲッベルス博士と会談する国防軍の宣伝中隊指揮官ら。右端はハッソ・フォン・ヴェーデル

1938年初頭、国防軍最高司令部(OKW)総長ヴィルヘルム・カイテル将軍と宣伝相ヨーゼフ・ゲッベルスは「戦時宣伝の実施に関する合意書」(Abkommen über die Durchführung der Propaganda im Kriege)なる文書に署名した。この文書の中では、OKW所属の宣伝部隊が定期的に戦時宣伝の材料を宣伝省(RMVP)に供給する事が取り決められていたが、同時に戦時宣伝そのものは総統から権限を与えられている宣伝省がもっぱら担うこととされていた。この合意に基づき、5個の宣伝中隊が設置されたのである。これらの部隊は当初通信隊の元に置かれていたが、1942年10月14日には独立した兵科となり、ライトグレーの兵科色が与えられた。彼らは国防軍最高司令部内に設置された国防軍宣伝局(Amtsgruppe für Wehrmachtspropaganda, WPr)によって管轄され、宣伝局長はハッソ・フォン・ヴェーデル大佐だった。

### 国防軍宣伝部
1939年4月、国防軍宣伝部(Abteilung für Wehrmachtspropaganda)が情報部長ヴィルヘルム・カナリス提督の命令により設置される。宣伝部はOKW情報部の指揮下にあったが、1939年夏頃からは作戦部長アルフレート・ヨードル将軍の直轄に置かれる事になる。そして1942年には新たな指揮官としてヴェーデルを迎え、より規模と権限を強化した国防軍宣伝局(Amtsgruppe für Wehrmachtspropaganda, WPr)へと発展したのである。当初、宣伝局はWPr IからWPr IVまでの4グループに分けられていた。WPr Iでは宣伝局の運用および戦時宣伝の指揮を、WPr IIでは国内宣伝を担当した。またWPr IIIは当初海軍宣伝を目的に設置されていたが、戦争が始まると軍内部での検閲も任務に加えられた。WPr IVは最も規模が大きいグループで対外宣伝を担っていた。WPr IVの指揮官はアルブレヒト・ブラウ中佐(Albrecht Blau)で、外国語雑誌の出版や対外報道を行い、同時に海外報道への応答（敵国宣伝放送の否定など）を行なった。1940年1月、新たに陸軍宣伝を担うWPr Vと空軍宣伝を担うWPr VIが設置された。WPr Vは心理戦の専門家として知られるクルト・ヘッセ中佐(Kurt Hesse)に率いられていたが、ヴァルター・フォン・ブラウヒッチュ元帥の命令による独自の戦時宣伝展開を試み、ゲッベルス率いる宣伝省と軋轢を生むこととなる 。

### 宣伝部隊の拡大
1942年末までに、宣伝部隊は師団に相当する15,000名程度まで規模を拡大した。これらの隊員により、21個の軍宣伝中隊(Armee-PK)、8個の空軍宣伝中隊(Luftwaffen-PK)、3個の海軍宣伝大隊(Marine-Propagandaabteilungen)、1個の独立海軍宣伝中隊(unabhängige Marine-PK)、8個の占領地宣伝大隊(Propagandabteilungen in den besetzten Gebieten)、1個の親衛隊宣伝大隊(SS-Propaganda-Bataillon)、そして特殊心理戦を担う特別宣伝大隊(Propaganda-Einsatz-Abteilung)が編成されていた。彼らは最終的に80,000語にも渡る戦争報道と200万以上の写真を作成した。宣伝部隊が特に重視した任務はニュース映画『ドイツ週間ニュース』の作成であった。また大ドイツ放送局による毎年のクリスマス中継放送(Weihnachtsringsendung)も、宣伝部隊によって提供されていた。

## 活動と編成

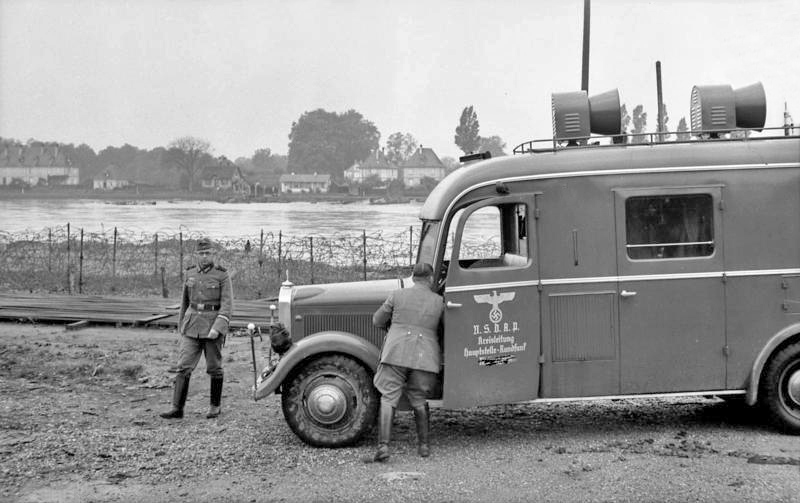
ライン川上流付近で活動するPK隊員とスピーカ付放送車輌(1939年)

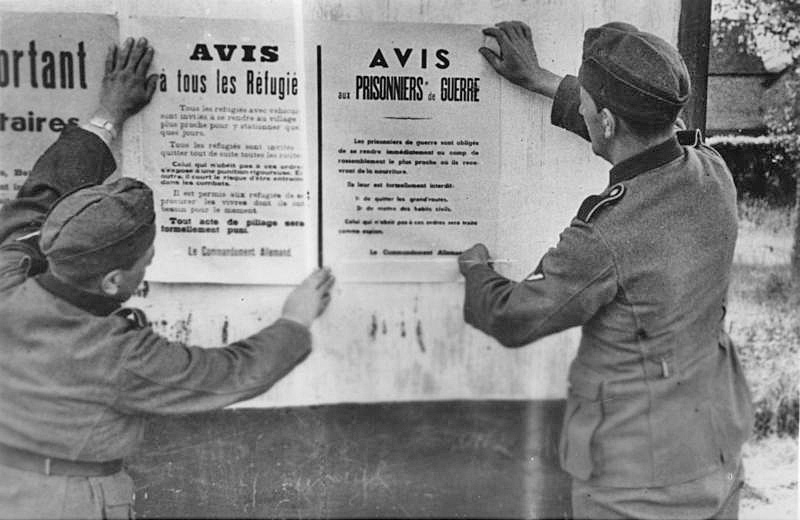
フランス占領地にてさまざまな布告を掲示するPK隊員(1940年5月)

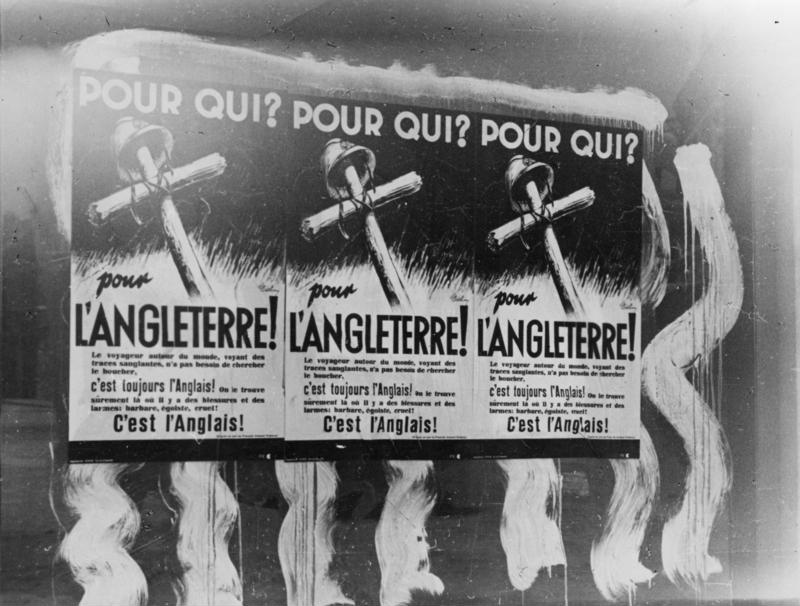
占領下のフランスで掲示されるPKによる反英ポスター(1940年6月)

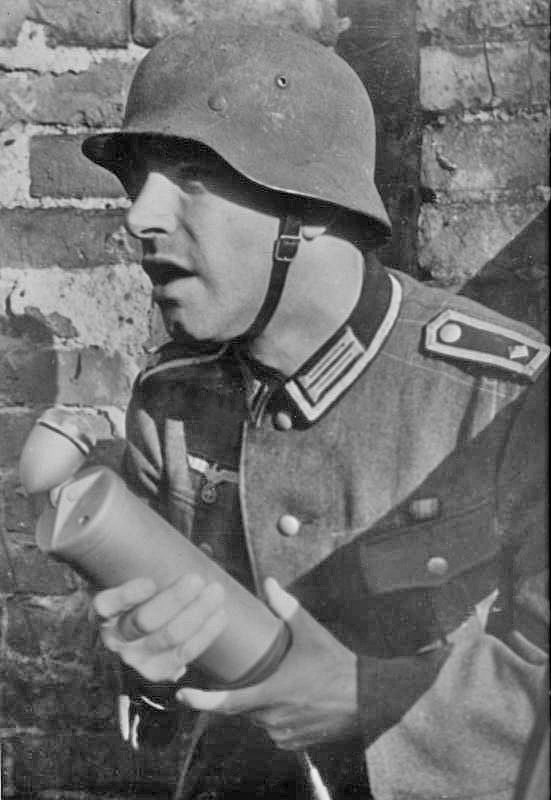
最前線でマイクを握るPK隊員 (1940年12月)

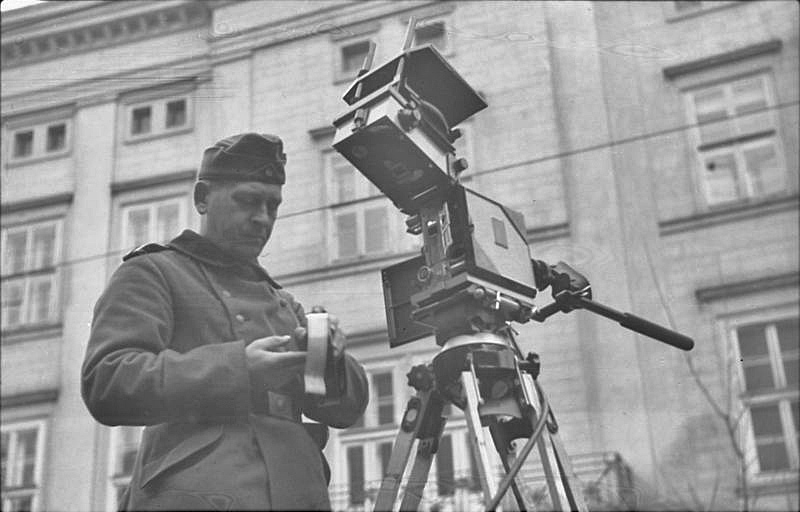
カメラにフィルムを詰めるPK隊員。占領下のポーランドにて、ドイツの秩序警察とポーランド警察が協同捜査を行う様子を撮影している(1941年1月)

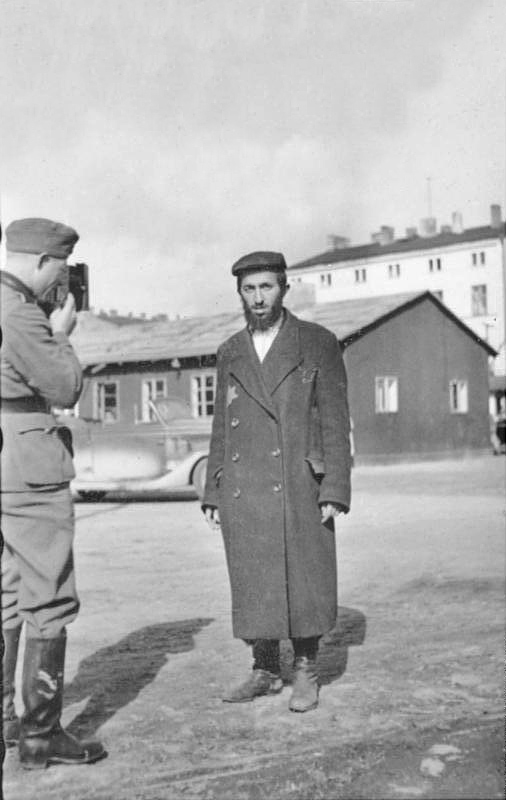
ウッチ・ゲットーでユダヤ人を撮影するPK隊員(1940年)

宣伝中隊の活動と編成については、1943年にOKWと宣伝省国防課が協同で作成した「宣伝中隊野戦教範」(grundlegendes Feldhandbuch der PK)なる文書にて定められている。
- PKは、軍上級司令部(Armeeoberkommando, AOK)に従属する。
- PKの主たる任務は、作戦区域における宣伝および戦況確認である。
- 作戦区域にて収集した情報を宣伝省に報告し、対敵宣伝戦に利用する。
- PK長はAOK副官の指揮下に入り、国防軍情報部員と協同で任務に就く。
- PKはAOKおよび宣伝省の命令を遂行する。
- 戦闘に参加し、輜重隊を利用して宣伝材料を後方へと送る。この際、士官は軍事的観点から宣伝材料の検閲を行わねばならない[6]。

PKの活動内容は、ドイツ国防軍の快進撃が終わる1941年冬から1942年にかけて大きく転換した。以後は能動的宣伝(Aktivpropaganda)または戦闘宣伝(Kampfpropaganda)と呼ばれる敵軍の士気を挫く事を目的とした活動に重点が置かれるようになる。ただし、1940年初頭には既にこの種の活動として、前線に配置されていた隊員によって「人種的に優れた」ドイツ人と敵国人を対比する内容の記事がいくつか書かれている。1940年代前半には在フランスPK記者がフランス人捕虜を取材し、フランス軍は非常に弱体化していた旨の記事を書いている。1941年7月に作成されたPKのニュース映画にも、陳腐な風刺と共にロシア人捕虜を撮影したものがあった。また、ゲットーの設置などドイツのユダヤ人政策を正当化する記事も多く書かれた。ワルシャワ・ゲットーに関する多くの記事は、ユダヤ人達は正当な処置の元にあると報じた。代表的な記事の1つが、1939年12月5日に新聞『ベルリン画報』(Berliner Illustrirten Zeitung)に掲載されたPK隊員アルトゥール・グリムによる記事である。この記事では、ポーランド兵の墓から武器を掘り起こして「卑劣な犯罪」を働いたゲットー在住のユダヤ人が逮捕された旨を報じていたが、写真は後に「再現」して撮影されたものだったという。

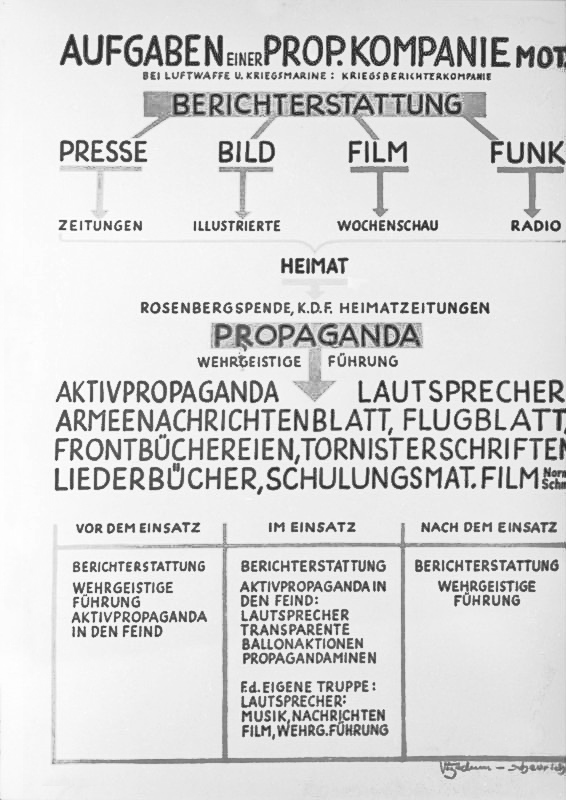
自動車化宣伝中隊の各部門を示した図。さまざまな媒体を通じて本国に情報を伝えるとされた
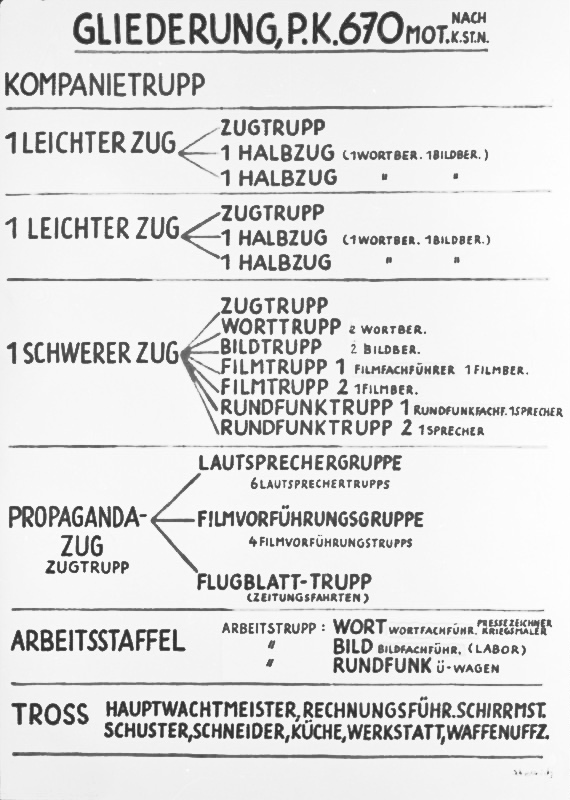
第670宣伝中隊の編成図。4個小隊と本部・管理部門で構成された
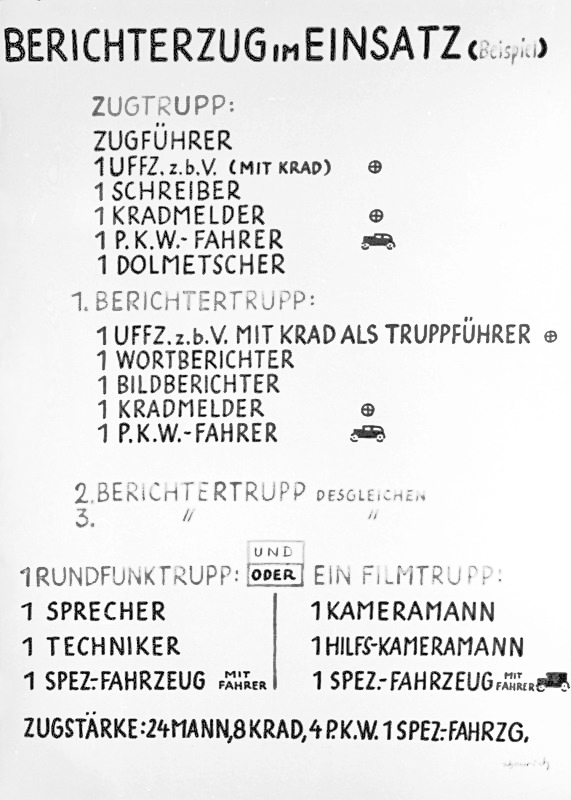
宣伝中隊の報道小隊の編成例

## 編成された部隊
- 第501宣伝中隊
  - 1939年、ケーニヒスベルクにて編成。第3軍麾下、ポーランド戦に従軍。ワルシャワ地区で活動。
    - 1939/40年冬 - ジークフリート線(トーリア地区)
1940年 - パリ、リール、チャネル海岸

  - 1941年/45年、第16軍(ロシア北部)麾下
    - 1941年 - コヴノ、プレシュカウ、リガ、レニングラード、ノヴゴロド
1942年 - デミャンスク地区、ワルダイハイツ、チョルム地区
1943/44年：ノヴゴロド、リガ、クールラント
1945年 - クールラント、リバウ、ヴィンダウ、ホルシュタイン

- 第605装甲宣伝中隊

1944年夏、新たに結成された第5小隊のために編成。終戦まで西部戦線で活動。
- 第606装甲宣伝中隊
  - 1944年秋、第6SS装甲軍のために編成。
    - 1944/45年冬 - アルデンヌ攻勢
1945年 - ハンガリー・オーストリア

- 第610宣伝中隊

- 第612宣伝中隊
  - 1939年、ヴィースバーデンで第1軍のために編成。
    - 1939/40年 - ジークフリート線
1940年 - ル・アーブル

  - 1941/45年 第9軍麾下
    - 1941/44年 - 中央ロシア、ヴィテブスク、リューシュ、カルーガ
1944年 - ワルシャワ
1945年 - フランクフルト・オーダー、ベルリン

- 第614宣伝中隊

- 第619宣伝中隊
  - 1943年秋、第19軍のために編成。
    - 1943/44年夏 - 南フランス
1944/45年 - 西部戦線

- 第621宣伝中隊
  - 1939年ウィーンでの動員中に編成。第14軍麾下、ポーランド戦に従軍。(クラクフ、ジャブロンカ峠)
    - 1939/40年 - 西部戦線 ヴッパータール
1940年 - ダンケルク、レンヌ、ボルドー

  - 1941/45年、第18軍（ロシア北部）麾下
    - 1941/44年 - ナルヴァ、レニングラード、ラドガ湖、ルガ、ヴォルチョフ、プレスカウ
1944/45年 - クールラント

- 第624宣伝中隊
  - 1944年11月、第24軍のために編成。ドイツ南西部で行動し、第19軍においても動員。

- 第625宣伝中隊
  - 1944年11月、第25軍のために編成。オランダ地区。西部戦線で終戦まで活動。

- 第637宣伝中隊
  - 1939年、ブレスラウにおける動員中に編成。第10軍麾下、ポーランド戦に従軍。
    - 1939/40年 - ジークフリート線(アイフェル、デュッセルドルフ地区)

  - 1940年、第6軍麾下
    - 1940年 - ブリュッセル、リール、トゥール、レンヌ
1941/43年 - キエフ、ハリコフ。スターリングラードにおいて一部小隊壊滅。

  - 1943年、第8軍麾下。
    - 1943/45年 - 南ロシア、ドネツ、ベッサラビア、ハンガリー、オーストリア

- 第649宣伝中隊
  - 1939年、ドレスデンにおいて編成。第8軍麾下、ポーランド戦に従軍。(ワルシャワ・ラドム地区)
    - 1939/40年 - ヴェーゼル - ボン

  - 1940年、クライスト装甲集団麾下(アミアン、オルレアン地区)
    - 1940年11月～1941年3月 - シュタルンベルク

  - 1941年春夏、第11軍麾下。バルカン遠征、その後ブカレストへ。
    - 1941/42年 - シンフェロポリ、セヴァストポリ

  - 1942年夏～1944年夏、第7軍麾下。フランス(ル・マン)地区へ。1944年、アミアン、サンクアンタン地区に移動。年末にはビットブルク地区におけるブルジュの戦闘で活動。
    - 1945年 - ドイツ南部、カールスバート地区。

- 第666宣伝中隊
  - 1939年、ミュンスターにおいて編成。
    - 1939/40年 - ジークフリート線(アイフェル、ヴェーゼル地区)
1940年 - シャルルヴィル、ブザンコン、リヨン

  - 1941年、第12軍麾下(ウクライナ地区)
    - キエフ、ポルタバ、ロストフ

  - 1942年、第17軍麾下
    - 1942年 - コーカサス、トゥアプス、クラスノダール
1943年 - クバン、クリミア
1944年 - クリミア、ベッサラビア、ブカレスト、クラクフ、リヴィフ
1945年 - スロバキア、ボヘミア

- 第670宣伝中隊
  - 1939年、ニュルンベルクにおいて編成。第7軍麾下。
    - 1939/40年 - ジークフリート線及びライン川上流(フロイデンシュタット、アイフェル地区)
1940年 - ルクセンブルク、バストーニュ、ランス、トロワ、ボルドー
1941/42年春 - ボルドー地区

  - 1942年、第2軍麾下
    - 1942/44年 - キエフ、クルスク

  - 1945年、東プロイセン軍麾下
    - 1945年 - 東プロイセン、ダンツィヒ

- 第680宣伝中隊
  - 1941年5月、第20山岳軍のためにポツダムにおいて編成。
    - 1941/44年 - ラップランド(ロヴァニエミ)
1944/45年 - ノルウェー(トロムソ、ベルゲン、オスロ)

- 第689宣伝中隊
  - 1939年8月、ポツダムにて編成。第4軍麾下(コリドー、ワルシャワ)。ポーランド戦に従軍。
    - 1940年 - ジークフリート線(ベンズバーグ地区)、フランス（サン・ヴィス、ディナン、カンブライ、ラ・ボーレ、ロリアン、ルーアン

  - 1941/45年、第4軍麾下
    - 1941/44年 - ミンスク、オルシャ、ロズラヴル、スモレンスク、ビャズマ
1944年 - 東プロイセン
1945年 - ケーニヒスベルク、ハイリゲンベール

- 第690宣伝中隊
  - 1940年、第12軍のために編成。
    - 1940年 - ジークフリート線(アイフェル地区)
1941/45年 - バルカン